# Transmat
Transmat es el sello discográfico estadounidense del productor de techno de Detroit Derrick May. Comenzó a funcionar en 1986. Durante años ha publicado material de músicos de techno como el propio Derrick May bajo diferentes pseudónimos o de otros productores como Suburban Knight, Joey Beltram o Aril Brikha.
Transmat tiene un subello, Fragile Records.